# Camil Riera i Canudes
Camil Riera i Canudes (Vic, Osona, 1913 - 1978) va ser un filòsof i teòleg català, canonge Mestrescola de la Catedral de Vic (1976). Estudià humanitats i Filosofia al Seminari de Vic i es doctorà en Filosofia i en Teologia per la Pontifícia Universitat Gregoriana de Roma. S'ordenà sacerdot el 1936. Tingué un paper clau en la represa del Seminari de Vic a partir de 1940. Com a professor d'aquesta institució impartí una varietat força gran d'assignatures, però que totes elles es troben al redós de la Filosofia. A partir del 1948 regí la càtedra de pensament balmesià que fundà el mateix Seminari. A més, va ser secretari director de l'Escola del Magisteri de l'Església Balmes (1948-1976), professor de Filosofia al Col·legi Sant Miquel dels Sants de Vic, director de la secció de Filosofia del Patronat d'Estudis Osonecs i director de l'Escola de Teologia de Vic.

## Publicacions principals
- Balmes, filósofo de la historia (Vic, Portabella, 1953)
- Doctrina de los símbolos toledanos sobre el espíritu santo (Balmesiana, Vic, 1955)